# JBoss Enterprise Application Platform
A JBoss Enterprise Application Platform (vagy JBoss EAP) egy aláírási rendszer elv alapú/nyílt forráskódú, Java EE alapokon elkészített alkalmazásszerver a futtató környezet fordít, kihelyez, és futtat erősen adatátvitel-alapú Java alkalmazásokat és szolgáltatásokat. A JBoss Enterprise Application Platform része a JBoss Enterprise Middleware szoftver portfóliónak. Mivel Java alapú, a JBoss alkalmazásszerver platformfüggetlen módon dolgozik: minden olyan operációs rendszeren elérhető általában, ami támogatja a Javát. A JBoss Enterprise Application Platformot a JBoss fejlesztette, jelenleg a Red Hat egy részlege.

## Termékösszetevők és lehetőségek
Főbb funkciók:
- Eclipse-alapú integrált fejlesztői környezet (IDE), amely lehetővé teszi a JBoss Developer Studio használatát
- Támogatja a Java EE és a webszolgáltatás-szabványokat[4]
- Enterprise Java Beans (EJB)
- Java perzisztencia felhasználva a Hibernate-et
- Object request broker (ORB) a JacORB használatával hogy közreműködhessen a CORBA objektumokkal
- JBoss Seam keretrendszer, tartalmazza a Java annotációkat, ezzel magasabb szintre emeli POJO-kat, valamint magába foglalja a JBoss jBPM-t
- JavaServer Faces (JSF), tartalmazza a RichFacest
- Webes alkalmazásszolgáltatások, amelyek tartalmazzák az Apache Tomcat szervert JavaServer Pageshez (JSP) és a Java Servleteket
- Gyorsítótárazás, klaszterezés és magas szintű rendelkezésre állás, a JBoss Cache és JNDI használatával, RMI-IIOP és EJB típusok
- Biztonsági szolgáltatások, a Java Authentication and Authorization Service (JAAS) és pluggable authentication moduleok (PAM) segítségével
- Webszolgáltatások és közreműködés,[4] a JAX-RPC, JAX-WS, több WS-* szabvány, és MTOM/XOP alapján
- Beépülési és üzenetszolgáltatások, J2EE Connector Architecture (JCA), Java Database Connectivity (JDBC) és Java Message Service (JMS) segítségével
- Menedzsment Szolgáltatás Orientált Architektúra (SOA) segítségével, felhasználva a Java Management Extensions (JMX)-et
- Adminisztrációs és monitorozószolgáltatások érhetőek el a JBoss Operations Network segítségével

Kulcsösszetevők:
- JBoss Alkalmazásszerver, a keretrendszer, amely lehetővé teszi alkalmazások fejlesztését és megvalósítását
- Hibernate, egy objektum/relációs leképzést támogató ORM keretrendszer
- JBoss Seam, egy keretrendszer webes alkalmazások készítéséhet
- JBoss Web Framework Kit, Java alkalmazások készítéséhez

Komponenslista, jellemzők és a támogatott szabványok elérhetőek.

## Licencelés és árak
A JBoss eredetileg nyílt forráskódú volt, amíg a Red Hat meg nem változtatta a JBoss Enterprise Middleware szolgáltatási szerződéstét.

## Kapcsolódó termékek
A következő termékek részei a JBoss Enterprise Middleware szoftver portfóliónak, vagy részei a JBoss Enterprise Application Platform szoftvernek.
- JBoss Enterprise Web Platform (azaz JBoss EWP)
Ez a szoftver egy könnyebb súlyú változata a JBoss Enterprise Application Platformnak. A kulcs összetevői azonosak a teljes JBoss Enterprise Application Platforméval, de a JBoss Alkalmazás szerver karcsúsított változatát alkalmazza.[7]
A komponensek listája[8] és támogatott szabványok[9] elérhetőek.
- JBoss Enterprise Portal Platform (azaz JBoss EPP)
Ez a szoftver egy vállalati portál funkcióit adja a prezentációs szolgáltatási maggal együtt, mint mester lap objektumok, tárolók, és verziókövető, valamint egy opcionális oldal publikáló szolgáltatást.[10]
Fő komponensek:[11]
  - JBoss Enterprise Application Platform – A szoftver infrastruktúra
  - GateIn Portal – egy web portál valamint egy portál keretrendszer épül rá.[12][13][14][15] GateIn Portal beépített támogatást ad a Web Services for Remote Portlets (WSRP), Java Content Repository (JCR), Single Sign-On (SSO), és OpenSocial minialkalmazásokhoz.
  - JBoss Portlet Bridge – nem végleges megvalósítás a JSR-301 és JSR-329 specifikációkhoz amely támogatja a JavaServer Faces (JSF) alkalmazását JSR-286 portletekben. Ez a szoftver támogat olyan keretrendszereket is mint a JBoss Seam és RichFaces hogy portletekben fussanak.[16][17]
  - Site Publisher – webes tartalom menedzser (opcionális) (eXo Portal által készített)

JBoss EPP megvalósítja a Portlet 2.0 szabványokat (JSR-286), JCR (JSR-170), OASIS WSRP 1.0, és az OpenSocialt.
Az elérhető összetevő listája itt  érhető el.
A GateIn projekt a JBoss Portal 2.7 és az eXo Portal 2.5 összefésülése, amelyekből előállt a GateIn Portal 3.0, és szintén ide kapcsolódó projektek, a GateIn Portlet Container, az eXo JCR, és a  JBoss Portlet Bridge.
- JBoss Enterprise Web Server (azaz JBoss EWS)
Ez a szoftver egy platformot nyújt a könnyűsúlyú Java alkalmazásoknak, de kezeli a nagymértékben skálázni kívánt oldalakat is.[24] JBoss EWS úgy kerül üzemel mint szabványos vállalati web kiszolgáló, egy egyszerű Java alkalmazás szerver, vagy egy vállalati nyílt forrású alkalmazás infrastruktúra.[25]
Kulcs összetevői:
  - Apache Tomcat – befoglalva a Java Servlet és JavaServer Pages lehetőségeket
  - Apache Web Server – tartalmazza az általános modulokat és kapcsolódási felületeket authentication, caching, proxizás, filtering, és terhelés elosztás (mod_jk)

Komponensek listája és a sztenderd támogatás elérhető.
- JBoss Web Framework Kit
Ez a szoftver, web platformok egy halmaza amikek könnyű súlyú és gazdag felületű Java alkalmazásokhoz használható.
Komponensei:[28]
  - Google Web Toolkit – keretrendszer Rich Internet Applicationok készítéséhez
  - RichFaces – keretrendszer Rich Internet Applicationok készítéséhez
  - Spring keretrendszer – Java keretrendszer
  - Apache Struts – Java keretrendszer
- JBoss Cache (azaz JBC)
Ez a szoftver gyorsítótárazást valósít meg a sűrűn használt Java objektumokhoz, hogy segítse a teljesítmény növelést. A gyorsítótár replikálható tranzakciós szinten. A gyorsítótár replikálható Java virtuális gépnek (JVM) között hálózat szerte. A gyorsítótár alapulhat tranzakciókon, mivel a Java Transaction API tranzakciós menedzser beállítható és képes minden gyorsítótár műveletet tranzakciós formában kezelni. JBoss Cache két típusa a Core és POJO, ahol a POJO könyvtár a Core könyvtárra épül.[29]
- JBoss Netty
Ez a szoftver egy New I/O (NIO) kliens szerver keretrendszer olyan Java hálózati alkalmazások fejlesztéséhet, mint a protokoll szerverek és kliensek. Az aszinkron esemény-vezérelt hálózati alkalmazás keretrendszer és eszközök egyszerűen használhatóak hálózat programozásra mint amilyen a TCP és UDP socket kiszolgálók.[30] A Netty magába foglalja a reaktor minta programozását is.

## Lásd Még
- JBoss szoftver lista
- Vállalati szoftverek összehasonlítása
- Alkalmazás szerverek összehasonlítása

## Ajánlott Irodalom
- JBoss At Work: A Practical Guide. O'Reilly, 306. o. (2009. július 1.). ISBN 0596007345
- JBoss 4.0 The Official Guide. Sams, 648. o. (2005. április 30.). ISBN 9780672326486

## Külső hivatkozások
- JBoss application server website
- Securing JBoss
- JBoss Wiki
- JBoss Community Projects
- JBoss Introduction by Javid Jamae

## Fordítás
Ez a szócikk részben vagy egészben  a   JBoss Enterprise Application Platform című angol Wikipédia-szócikk ezen változatának fordításán alapul.  Az eredeti cikk szerkesztőit annak laptörténete sorolja fel. Ez a jelzés csupán a megfogalmazás eredetét és a szerzői jogokat jelzi, nem szolgál a cikkben szereplő információk forrásmegjelöléseként.